# Liberec
Liberec (hist. Reichenberg i det tyske Rige) er en tjekkisk by og hovedstad i regionen af samme navn. Byen ligger i Bøhmen i det allernordligste af Tjekkiet. Den har 107.982 (2024) indbyggere.